# Campeonato Uruguayo de Primera División 1972
El Campeonato Uruguayo 1972 fue el 68° torneo de Primera División del fútbol uruguayo, correspondiente al año 1972. Compitieron 12 equipos, los cuales se enfrentaron en sistema de todos contra todos a dos ruedas. El campeón resultó por cuarta vez consecutiva el Club Nacional de Football, que obtenía su campeonato uruguayo número 31.

## Participantes

### Ascensos y descensos
| Equipo    | Ascendido como                      |
| --------- | ----------------------------------- |
| Rentistas | Campeón de la Segunda División 1971 |

| Equipo | Descendido como           |
| ------ | ------------------------- |
| Racing | 12° Primera División 1971 |

### Tabla de posiciones
| Pos. | Equipo          | PJ | PG | PE | PP | GF | GC | Dif. | Pts. |
| ---- | --------------- | -- | -- | -- | -- | -- | -- | ---- | ---- |
| 1º   | Nacional        | 22 | 16 | 4  | 2  | 55 | 21 | +34  | 36   |
| 2º   | Peñarol         | 22 | 10 | 8  | 4  | 26 | 13 | +13  | 29   |
| 3º   | Defensor        | 22 | 9  | 8  | 5  | 25 | 14 | +11  | 26   |
| 4º   | Huracán Buceo   | 22 | 6  | 11 | 5  | 23 | 17 | +6   | 23   |
| 5º   | Cerro           | 22 | 10 | 3  | 9  | 28 | 31 | -3   | 23   |
| 6º   | Liverpool       | 22 | 7  | 8  | 7  | 20 | 19 | +1   | 22   |
| 7º   | River Plate     | 22 | 6  | 9  | 7  | 23 | 21 | +2   | 21   |
| 8º   | Sud América     | 22 | 6  | 9  | 7  | 20 | 23 | -3   | 21   |
| 9º   | Rentistas       | 22 | 5  | 10 | 7  | 14 | 23 | -9   | 20   |
| 10º  | Danubio         | 22 | 4  | 10 | 8  | 26 | 31 | -5   | 18   |
| 11º  | Bella Vista     | 22 | 5  | 7  | 10 | 24 | 43 | -19  | 17   |
| 12º  | Central Español | 22 | 0  | 9  | 13 | 24 | 52 | -28  | 9    |

|  | Campeón Uruguayo y clasifica a la Copa Libertadores. |
|  | Clasifica a la Copa Libertadores.                    |
|  | Desciende a Segunda División.                        |

|                                             |
| Bandera de Uruguay                          |
| Campeón Uruguayo 1972 Nacional 31.er título |

### Fixture
| Cerro     | 2–1 | Bella Vista     |
| Defensor  | 1–0 | Danubio         |
| Huracán   | 0–0 | Liverpool       |
| Nacional  | 3–2 | Central Español |
| Peñarol   | 0–0 | Sud América     |
| Rentistas | 0–0 | River Plate     |

| Bella Vista | 3–1 | Central Español |
| Cerro       | 1–0 | Peñarol         |
| Danubio     | 0–0 | River Plate     |
| Defensor    | 1–0 | Sud América     |
| Nacional    | 3–1 | Liverpool       |
| Rentistas   | 1–0 | Huracán Buceo   |

| Central Español | 1–1 | Peñarol     |
| Defensor        | 2–0 | Cerro       |
| Huracán Buceo   | 4–2 | Danubio     |
| Liverpool       | 4–1 | Bella Vista |
| Nacional        | 6–1 | Rentistas   |
| Sud América     | 2–0 | River Plate |

| Bella Vista   | 1–1 | Rentistas       |
| Cerro         | 2–0 | River Plate     |
| Defensor      | 2–1 | Central Español |
| Huracán Buceo | 0–0 | Sud América     |
| Nacional      | 3–0 | Danubio         |
| Peñarol       | 1–0 | Liverpool       |

| Danubio       | 3–0 | Bella Vista     |
| Defensor      | 0–0 | Liverpool       |
| Huracán Buceo | 1–0 | Cerro           |
| Nacional      | 1–0 | Sud América     |
| Peñarol       | 1–0 | Rentistas       |
| River Plate   | 6–2 | Central Español |

| Bella Vista     | 0–0 | Sud América   |
| Central Español | 1–1 | Huracán Buceo |
| Defensor        | 3–0 | Rentistas     |
| Liverpool       | 0–0 | River Plate   |
| Nacional        | 3–2 | Cerro         |
| Peñarol         | 2–1 | Danubio       |

| Central Español | 1–1 | Liverpool   |
| Cerro           | 1–1 | Sud América |
| Danubio         | 1–1 | Rentistas   |
| Defensor        | 1–1 | River Plate |
| Huracán Buceo   | 1–1 | Nacional    |
| Peñarol         | 3–0 | Bella Vista |

| Central Español | 1–1 | Danubio     |
| Cerro           | 1–0 | Liverpool   |
| Huracán Buceo   | 3–0 | Bella Vista |
| Nacional        | 4–1 | Defensor    |
| Peñarol         | 2–1 | River Plate |
| Rentistas       | 1–0 | Sud América |

| Bella Vista     | 1–0 | River Plate   |
| Central Español | 2–2 | Sud América   |
| Danubio         | 0–0 | Liverpool     |
| Defensor        | 0–0 | Huracán Buceo |
| Nacional        | 1–1 | Peñarol       |
| Rentistas       | 2–1 | Cerro         |

| Central Español | 2–2 | Cerro       |
| Danubio         | 2–1 | Sud América |
| Defensor        | 0–0 | Peñarol     |
| Huracán Buceo   | 3–1 | River Plate |
| Liverpool       | 0–0 | Rentistas   |
| Nacional        | 5–0 | Bella Vista |

| Bella Vista     | 1–0 | Defensor      |
| Central Español | 0–0 | Rentistas     |
| Cerro           | 1–0 | Danubio       |
| Liverpool       | 0–0 | Sud América   |
| Peñarol         | 1–0 | Huracán Buceo |
| River Plate     | 1–0 | Nacional      |

| Cerro         | 1–0 | Bella Vista     |
| Danubio       | 0–0 | Defensor        |
| Huracán Buceo | 0–0 | Liverpool       |
| Nacional      | 1–0 | Central Español |
| Peñarol       | 1–1 | Sud América     |
| Rentistas     | 1–1 | River Plate     |

| Bella Vista | 3–2 | Central Español |
| Nacional    | 2–1 | Liverpool       |
| Peñarol     | 5–0 | Cerro           |
| Rentistas   | 2–1 | Huracán Buceo   |
| River Plate | 1–0 | Danubio         |
| Sud América | 2–0 | Defensor        |

| Cerro       | 1–0 | Defensor        |
| Danubio     | 0–0 | Huracán Buceo   |
| Liverpool   | 1–0 | Bella Vista     |
| Nacional    | 2–0 | Rentistas       |
| Peñarol     | 3–1 | Central Español |
| River Plate | 3–0 | Sud América     |

| Bella Vista   | 0–0 | Rentistas       |
| Defensor      | 4–0 | Central Español |
| Huracán Buceo | 0–0 | Sud América     |
| Nacional      | 3–2 | Danubio         |
| Peñarol       | 1–0 | Liverpool       |
| River Plate   | 1–0 | Cerro           |

| Bella Vista     | 3–3 | Danubio       |
| Central Español | 2–2 | River Plate   |
| Cerro           | 2–1 | Huracán Buceo |
| Liverpool       | 2–1 | Defensor      |
| Nacional        | 4–0 | Sud América   |
| Peñarol         | 0–0 | Rentistas     |

| Bella Vista   | 2–0 | Sud América     |
| Danubio       | 0–0 | Peñarol         |
| Defensor      | 0–0 | Rentistas       |
| Huracán Buceo | 4–0 | Central Español |
| Liverpool     | 2–1 | River Plate     |
| Nacional      | 4–1 | Cerro           |

| Danubio     | 1–0 | Rentistas       |
| Defensor    | 0–0 | River Plate     |
| Liverpool   | 2–0 | Central Español |
| Nacional    | 2–0 | Huracán Buceo   |
| Peñarol     | 3–1 | Bella Vista     |
| Sud América | 2–1 | Cerro           |

| Bella Vista     | 3–3 | Huracán Buceo |
| Central Español | 3–3 | Danubio       |
| Cerro           | 3–0 | Liverpool     |
| Defensor        | 2–1 | Nacional      |
| River Plate     | 2–0 | Peñarol       |
| Sud América     | 3–1 | Rentistas     |

| Bella Vista | 1–1 | River Plate     |
| Cerro       | 0–0 | Rentistas       |
| Defensor    | 1–1 | Huracán Buceo   |
| Liverpool   | 3–1 | Danubio         |
| Nacional    | 1–1 | Peñarol         |
| Sud América | 3–1 | Central Español |

| Bella Vista   | 3–3 | Nacional        |
| Cerro         | 3–1 | Central Español |
| Danubio       | 1–1 | Sud América     |
| Defensor      | 2–0 | Peñarol         |
| Huracán Buceo | 0–0 | River Plate     |
| Liverpool     | 2–1 | Rentistas       |

| Danubio       | 5–3       | Cerro           |
| Defensor      | 4–0       | Bella Vista     |
| Huracán Buceo | W.O.–Aus. | Peñarol         |
| Nacional      | 2–1       | River Plate     |
| Rentistas     | 2–0       | Central Español |
| Sud América   | 2–1       | Liverpool       |

### Tabla acumulada
Para realizar esta tabla se toma en cuenta el puntaje acumulado del Campeonato Uruguayo 1971 y 1972. 
Al ocupar los últimos dos lugares de la Tabla del Descenso, Sud América y Central Español jugaron un Torneo de Repechaje con Fénix y Racing, que fueron segundo y tercero, respectivamente, en el Campeonato Uruguayo de la Segunda División 1972.
| Pos. | Equipo          | Pts. 1971 | Pts. 1972 | Total |
| ---- | --------------- | --------- | --------- | ----- |
| 1º   | Nacional        | 32        | 36        | 68    |
| 2º   | Peñarol         | 32        | 28        | 60    |
| 3º   | Liverpool       | 29        | 22        | 51    |
| 4º   | Defensor        | 20        | 26        | 46    |
| 5º   | Bella Vista     | 27        | 17        | 44    |
| 6º   | Cerro           | 20        | 23        | 43    |
| 7º   | Danubio         | 25        | 18        | 43    |
| 8º   | River Plate     | 20        | 21        | 41    |
| 9º   | Huracán Buceo   | 17        | 23        | 40    |
| 10º  | Rentistas       | 1ª B      | 20        | 40    |
| 11º  | Sud América     | 16        | 21        | 37    |
| 12º  | Central Español | 13        | 9         | 22    |

|  | Juegan un repechaje por la permanencia en Primera División. |

## Repechaje

### Tabla de posiciones
| Pos. | Equipo          | PJ | PG | PE | PP | GF | GC | Dif. | Pts. |
| ---- | --------------- | -- | -- | -- | -- | -- | -- | ---- | ---- |
| 1º   | Sud América     | 3  | 1  | 2  | 0  | 8  | 2  | +6   | 4    |
| 2º   | Central Español | 3  | 1  | 2  | 0  | 6  | 3  | +3   | 4    |
| 3º   | Racing          | 3  | 1  | 2  | 0  | 4  | 2  | +2   | 4    |
| 4º   | Fénix           | 3  | 0  | 0  | 3  | 3  | 14 | -11  | 0    |

| Racing          | 3–1 | Fénix       |
| Central Español | 1–1 | Sud América |

| Central Español | 5–2 | Fénix       |
| Racing          | 1–1 | Sud América |

| Central Español | 0–0 | Racing |
| Sud América     | 6–0 | Fénix  |

### Rueda de desempate
| Pos. | Equipo          | PJ | PG | PE | PP | GF | GC | Dif. | Pts. |
| ---- | --------------- | -- | -- | -- | -- | -- | -- | ---- | ---- |
| 1º   | Central Español | 2  | 2  | 0  | 0  | 4  | 2  | +2   | 4    |
| 2º   | Sud América     | 2  | 1  | 0  | 1  | 3  | 2  | +1   | 2    |
| 3º   | Racing          | 2  | 0  | 0  | 2  | 2  | 3  | -1   | 0    |

|  | Se mantiene en la Primera División. |
|  | Desciende a la Segunda División.    |
|  | Se mantiene en la Segunda División. |

| Sud América     | 3–1 | Racing      |
| Central Español | 3–2 | Racing      |
| Central Español | 1–0 | Sud América |

Sud América descendió y Racing y Fénix permanecen en la Segunda División. Montevideo Wanderers fue el campeón de la Segunda División y ascendió para la temporada 1973.

### Equipos clasificados

#### Copa Libertadores 1973
|   | Equipo   | Clasificación como              |
| - | -------- | ------------------------------- |
| 1 | Nacional | Campeón Primera División 1972   |
| 2 | Peñarol  | 2° puesto Primera División 1972 |